# Joshua Bailey
Pour les articles homonymes, voir Bailey.
Joshua Bailey (né le 2 octobre 1989 à Oshawa, Ontario au Canada) est un joueur professionnel canadien de hockey sur glace. Il évolue au poste d'attaquant.

## Carrière de joueur
Choix de 1re ronde des Islanders de New York lors du repêchage de la Ligue nationale de hockey en 2008. Il commence sa carrière junior avec l'Attack d'Owen Sound dans la Ligue de hockey de l'Ontario avant de passer aux Spitfires de Windsor au milieu de sa deuxième saison. Il participe avec l'équipe LHO au Défi ADT Canada-Russie en 2007.
Il passe professionnel lorsqu'il réussit à percer l'alignement régulier des Islanders au début de la saison 2008-2009.
Il joue 15 saisons avec les Islanders, cumulant 184 buts et 580 points en 1057 matchs. Avec des signes de ralentissement, il est échangé le 29 juin 2023 aux Blackhawks de Chicago avec un choix conditionnel de 2e tour en 2026 en retour de considérations futures. Ces derniers le soumettent aussitôt au ballottage dans le but de racheter son contrat. Après le rachat, il obtient un essai professionnel avec les Sénateurs d'Ottawa mais il perd son pari et devient joueur autonome.

## Statistiques
Pour les significations des abréviations, voir Statistiques du hockey sur glace.

### En club
| Saison     | Équipe                     | Ligue         |       | Saison régulière | Saison régulière | Saison régulière | Saison régulière | Saison régulière |    | Séries éliminatoires | Séries éliminatoires | Séries éliminatoires | Séries éliminatoires | Séries éliminatoires |
| Saison     | Équipe                     | Ligue         | PJ    | B                | A                | Pts              | Pun              | PJ               | B  | A                    | Pts                  | Pun                  |                      |                      |
| 2004-2005  | Eagles de Bowmanville      | OPJHL         | 2     | 0                | 1                | 1                | 0                | -                | -  | -                    | -                    | -                    |                      |                      |
| 2005-2006  | Attack d'Owen Sound        | LHO           | 55    | 7                | 19               | 26               | 8                | 11               | 0  | 0                    | 0                    | 0                    |                      |                      |
| 2006-2007  | Attack d'Owen Sound        | LHO           | 27    | 11               | 15               | 26               | 8                | -                | -  | -                    | -                    | -                    |                      |                      |
| 2006-2007  | Spitfires de Windsor       | LHO           | 42    | 11               | 24               | 35               | 16               | -                | -  | -                    | -                    | -                    |                      |                      |
| 2007-2008  | Spitfires de Windsor       | LHO           | 67    | 29               | 67               | 96               | 32               | 5                | 1  | 5                    | 6                    | 2                    |                      |                      |
| 2008-2009  | Islanders de New York      | LNH           | 68    | 7                | 18               | 25               | 16               | -                | -  | -                    | -                    | -                    |                      |                      |
| 2009-2010  | Islanders de New York      | LNH           | 73    | 16               | 19               | 35               | 18               | -                | -  | -                    | -                    | -                    |                      |                      |
| 2010-2011  | Islanders de New York      | LNH           | 70    | 11               | 17               | 28               | 37               | -                | -  | -                    | -                    | -                    |                      |                      |
| 2010-2011  | Sound Tigers de Bridgeport | LAH           | 11    | 6                | 11               | 17               | 4                | -                | -  | -                    | -                    | -                    |                      |                      |
| 2011-2012  | Islanders de New York      | LNH           | 80    | 13               | 19               | 32               | 32               | -                | -  | -                    | -                    | -                    |                      |                      |
| 2012-2013  | SC Bietigheim-Bissingen    | 2. Bundesliga | 6     | 3                | 8                | 11               | 16               | -                | -  | -                    | -                    | -                    |                      |                      |
| 2012-2013  | Islanders de New York      | LNH           | 38    | 11               | 8                | 19               | 6                | 6                | 0  | 3                    | 3                    | 0                    |                      |                      |
| 2013-2014  | Islanders de New York      | LNH           | 77    | 8                | 30               | 38               | 26               | -                | -  | -                    | -                    | -                    |                      |                      |
| 2014-2015  | Islanders de New York      | LNH           | 70    | 15               | 26               | 41               | 12               | 7                | 2  | 3                    | 5                    | 0                    |                      |                      |
| 2015-2016  | Islanders de New York      | LNH           | 81    | 12               | 20               | 32               | 22               | 9                | 2  | 1                    | 3                    | 2                    |                      |                      |
| 2016-2017  | Islanders de New York      | LNH           | 82    | 13               | 43               | 56               | 12               | -                | -  | -                    | -                    | -                    |                      |                      |
| 2017-2018  | Islanders de New York      | LNH           | 76    | 18               | 53               | 71               | 17               | -                | -  | -                    | -                    | -                    |                      |                      |
| 2018-2019  | Islanders de New York      | LNH           | 82    | 16               | 40               | 56               | 21               | 8                | 4  | 2                    | 6                    | 0                    |                      |                      |
| 2019-2020  | Islanders de New York      | LNH           | 68    | 14               | 29               | 43               | 10               | 22               | 2  | 18                   | 20                   | 0                    |                      |                      |
| 2020-2021  | Islanders de New York      | LNH           | 54    | 8                | 27               | 35               | 4                | 19               | 6  | 7                    | 13                   | 4                    |                      |                      |
| 2021-2022  | Islanders de New York      | LNH           | 74    | 14               | 30               | 44               | 6                | -                | -  | -                    | -                    | -                    |                      |                      |
| 2022-2023  | Islanders de New York      | LNH           | 64    | 8                | 17               | 25               | 2                | -                | -  | -                    | -                    | -                    |                      |                      |
| Totaux LNH | Totaux LNH                 | Totaux LNH    | 1 057 | 184              | 396              | 580              | 241              | 71               | 16 | 34                   | 50                   | 6                    |                      |                      |

### En équipe nationale
| Année | Équipe | Compétition          |   | PJ | B | A | Pts | Pun      |  | Résultat |
| 2018  | Canada | Championnat du monde | 9 | 1  | 3 | 4 | 2   | 4e place |  |          |

## Trophées et honneurs personnels

### Ligue de hockey de l'Ontario
- 2007: participe au Match des étoiles
- 2008: participe au Match des étoiles